# Montes Recti
Els Montes Recti és un massís muntanyenc de la Lluna que emergeix del nord del Mare Imbrium. El nom va ser posat per l'astrònom britànic William Radcliffe Birt (1804-1881) en al·lusió a la forma rectilínia del massís, sent aprovat per la Unió Astronòmica Internacional en 1961.
El massís té 83.24 km de longitud i 20 km d'amplària, amb una altura màxima de 1800 m.
En la part oriental de la muntanya es troba incrustat un petit cràter de 7.31 km de diàmetre, anomenat Montes Recti B.
Cap a l'est es troben els Montes Teneriffe i el Mons Pico, i més allunyats, al sud-est, els Montes Spitzbergen. Aquestes muntanyes juntament amb els Montes Recti constitueixen alguns dels fragments supervivents de l'anell interior d'un conjunt original de tres formats per l'impacte que va causar la formació de la conca del Mare Imbrium fa uns 3850 milions d'anys.